# Brabira operosa
Brabira operosa là một loài bướm đêm trong họ Geometridae.